# La petite fille cherche son père
Pour plus de détails, voir Fiche technique et Distribution.
La petite fille cherche son père (Девочка ищет отца, Devotchka ichtcet ottsa) est un film soviétique réalisé par Lev Goloub, sorti en 1959.

## Fiche technique
- Titre original : Девочка ищет отца
- Titre français : La petite fille cherche son père[1]
- Réalisation : Lev Goloub
- Scénario : Konstantin Goubarevitch
- Photographie : Oleg Avdeïev, Izraïl Pikman
- Musique : Iouri Belzatski, Vladimir Olovnikov
- Pays d'origine : URSS
- Format : Couleurs - 35 mm - Mono
- Genre : drame
- Durée : 86 minutes
- Date de sortie : 1959

## Distribution
- Anna Kamenkova : Lena
- Volodia Gouskov : Ianka
- Nikolaï Barmine : Panas
- Vladimir Dorofeïev
- Anna Egorova : Praskovia Ivanovna
- Evgueni Grigoriev : Konstantin Lvovitch
- Konstantin Bartachevitch : Giounter
- Boris Koudriavtsev : Boulaï